# Sparattanthelium tarapotanum
Sparattanthelium tarapotanum är en tvåhjärtbladig växtart som beskrevs av Carl Daniel Friedrich Meisner. Sparattanthelium tarapotanum ingår i släktet Sparattanthelium och familjen Hernandiaceae. Inga underarter finns listade i Catalogue of Life.